# 伊戈尔·索洛波夫
伊戈尔·索洛波夫（俄语：Игорь Солопов，1961年4月17日—2019年6月12日），男，生于苏联马格尼托哥尔斯克，爱沙尼亚乒乓球运动员。他曾代表爱沙尼亚参加1992年夏季奥运会乒乓球男子单打比赛。